# غابرييل بو راشد
غابريال بو راشد (13 ديسمبر 1985 في جزين) هي عارضة أزياء وممثلة وسائقة دراجات نارية وحاملة لقب ملكة جمال لبنانية. في عام 2005 توجت بلقب ملكة جمال لبنان. بعد عام 2015، حولت تركيزها إلى الدراجات النارية.
تم تعيينها في 2018 مديرةً لهوغ أبوظبي (HOG Abu Dhabi Chapter- مجموعة مالكي دراجات هارلي دايفدسون- أبوظبي). وفي عام 2021، تم انتخابها رئيسة لمجلس هوغ في دول التعاون الخليجي.
وهي أول سائقة عربية للدراجات النارية تحقق تحدي King Of The Road / Bun Burner Gold للدراجات النارية.
ظهرت على غلاف مجلة هارلي ديفيدسون- العدد 1 - 2019 (إصدار أوروبا وآسيا)

## حياتها

### طفولتها وتعليمها
ولدت غابرييل بو راشد في بيروت لعائلة مسيحية. والدتها من بتغرين. عملت كعارضة أزياء خلال سنوات المراهقة، وشاركت في مقاطع الفيديو الموسيقية للمطربين العرب، وفي الإعلانات التلفزيونية، وفي عروض الأزياء. كما كان لها دور في الفيلم اللبناني فلافل الذي صدر عام 2006، بعد أن اشتهرت بلقب ملكة جمال لبنان.
في عام 2007، لعبت غابرييل بو راشد دوراً في مسلسلين دراميين تلفزيونيين تم بثهما على قناة LBC: "ورود ممزقة" و"نار تحت الجلد".
درست غابرييل بو راشد الترجمة وحصلت على درجة الماجستير في الترجمة الفورية. تتحدث أربع لغات، العربية، الإنجليزية، الفرنسية، والإسبانية.

### عرض الأزياء
فبراير 2004، توجت غابرييل بلقب ملكة جمال كلية الترجمة والترجمة الفورية في جامعة القديس يوسف في بيروت.
مايو 2005، توجت غابرييل ملكة جمال جامعة القديس يوسف في بيروت.
في صيف 2005، مثلت غبريال لبنان في مسابقة ملكة جمال آسيا حيث فازت بجائزة Miss Intellect وحصلت على المركز الثاني في جائزة أفضل أزياء وطنية. كما أنها أول ملكة جمال لبنانية تحتل المركز الثامن في المسابقة.
مايو 2006، شاركت غبريال في مسابقة ملكة جمال الكون 2006 في لوس أنجلوس، كاليفورنيا.

### الدراجات النارية ومجلس هوغ لدول الخليج العربي
في عام 2015، تحول تركيز غبريال بو راشد بالكامل من عالم الجمال إلى عالم الدراجات النارية. فأصبحت واحدة من سائقات الدراجات النارية الأكثر نفوذاً في منطقة الشرق الأوسط ودول مجلس التعاون الخليجي وشاركت في العديد من تحديات الدراجات النارية، فأصبحت أول سائقة عربية للدراجات النارية تحقق تحدي King Of The Road / Bun Burner Gold للدراجات النارية.
في عام 2018، تم تعيينها مديرة لهوغ أبوظبي (HOG Abu Dhabi Chapter- مجموعة مالكي دراجات هارلي دايفدسون- أبوظبي)، حيث تمكّنت من ببناء علاقات دولية مع فروع هوغ المجاورة في دول مجلس التعاون الخليجي، تكللّت بإنشاء مجلس هوغ لدول الخليج العربي في العام 2021، حيث تم انتخابها رئيسة للمجلس.

## حياتها الخاصة
في 11 أكتوبر 2009 تزوجت من سامي عساف في حفل أقيم في بكركي، لبنان. وقضوا شهر العسل في باريس ومدريد. وهما يقيمان حاليًا في أبو ظبي، حيث حيث يعملان في جهة حكومية.
في 23 فبراير 2011، رُزقا بطفلهما الأول، روبن عساف. وفي 4 نوفمبر 2012، وُلدت طفلتهما أليكسيا.

## روابط خارجية
- غابرييل بو راشد على موقع IMDb (الإنجليزية)
- غابرييل بو راشد على موقع ألو سيني (الفرنسية)
- غابرييل بو راشد على موقع أول موفي (الإنجليزية)
- غابرييل بو راشد على موقع قاعدة بيانات الفيلم (الإنجليزية)
- غابرييل بو راشد على موقع كينوبويسك (الروسية)